# تلخاب (بخش مرکزی زنجان)
تلخاب یک منطقهٔ روستا در ایران است که در بخش مرکزی شهرستان زنجان در استان زنجان واقع شده‌است. تلخاب ۸۰۷ نفر جمعیت دارد.